# ريتشارد شال
ريتشارد شال (بالإنجليزية: Richard Schaal)‏ (ولد في 7 مايو 1928، في شيكاغو، إلينوي) هو ممثل أمريكي.

## وصلات خارجية
- ريتشارد شال على موقع IMDb (الإنجليزية)
- ريتشارد شال على موقع قاعدة بيانات برودواي على الإنترنت (الإنجليزية)
- ريتشارد شال على موقع إن إن دي بي (الإنجليزية)
- ريتشارد شال على موقع قاعدة بيانات الفيلم (الإنجليزية)

- ريتشارد شال في قاعدة بيانات الأفلام على الإنترنت.